# 中新井 (上尾市)
中新井（なかあらい）は、埼玉県上尾市の大字。郵便番号は362-0052。
市の統計などでは大谷地区で分類されている。

## 地理
埼玉県の中央地域（県央地域）で、上尾市南部の大宮台地（上尾西部台地）上に位置する。地区の東端を鴨川が流れ、鴨川沿いの沖積平野と台地との境界に台地崖がある。鴨川には焼橋が架けられさいたま市北区に通じている。浅間川（準用河川）の支流の中新井都市下水路が南北に流れる。また、地区の北境を無名の小河川が鴨川に向かって南東方向に流れ、合流点付近で谷戸を形成している。
東側をさいたま市北区奈良町、南側は戸崎やさいたま市西区西新井と隣接する。西側は堤崎、北側は大谷本郷と隣接する。また南側は地頭方の飛地（字中新井）、西側で地頭方と僅かに隣接する。境界は北西部のUDトラックスの敷地付近で錯綜し、浅間川左岸沿いには現在でも大小の飛地が複数ある。大谷本郷さいたま線が地区内を北から西へ通る。
北部や西部の一部を除き市街化調整区域で、一部住宅地も見られるが、全体的には農地が広がっている。北部や西部の一部は市街化区域に指定され、北部は準工業地域に指定され、西部の浅間川流域では工業専用地域に指定され、土地区画整理事業により工業用地の造成が行なわれている。
地内に集落跡である「寺家分遺跡」（県遺跡番号：14-200）や「寺家分Ⅰ遺跡」（県遺跡番号：14-201）などがあり、土器片が発掘されている。

### 地価
住宅地の公示地価は不明、工業地の地価は2018年（平成30年）1月1日の公示地価によれば大字中新井字北原292番地3外の地点で5万7000円/m2となっている。

## 歴史
もとは江戸期より存在した武蔵国足立郡平方領に属する中新井村であった。戸崎村に飛地があった。村高は正保年間の『武蔵田園簿』では160石（田71石余、畑88石余）、『元禄郷帳』によると187石余、『天保郷帳』によると201石余であった。化政期の戸数は33軒で、村の規模は東西10町余、南北8町余であった。地名の由来は不明だが、新しい用水路を意味するのではないかと思われている。
1875年（明治8年）の農業産物高は武蔵国郡村誌によると米33.35石、大麦139.7石、小麦29.6石、裸麦36.8石、大豆32.9石、小豆7石、栗39石、甘藷3950貫であった。
- はじめは幕府領、1625年（寛永2年）より岩槻藩阿部氏領となるが、1681年（天和元年）より阿部氏の転封により再び幕府領となる[8]。なお、検地は1630年（寛永7年）および1694年（元禄7年）に実施[8]。
- 1699年（元禄12年）[注釈 1]より知行は旗本梶川氏となる[7]。また、新田を領し、検地は1744年（延享元年）に実施。
- 幕末の時点では足立郡中新井村であった。明治初年の『旧高旧領取調帳』[注釈 2]の記載によると、旗本梶川岩次郎の知行であった[8][15]。
- 1868年（慶応4年）6月19日 - 武蔵知県事・山田政則（忍藩士）の管轄となる。
- 1869年（明治2年） 
  - 1月13日 - 武蔵知県事・宮原忠英の管轄区域に大宮県を設置、同県の管轄となる。県庁は東京府馬喰町に置かれる。
  - 9月29日 - 県庁が浦和に置かれ浦和県に改称。
- 1871年（明治4年）11月13日 - 第1次府県統合により埼玉県の管轄となる。
- 1872年（明治5年）3月 - 大区小区制施行により第19区に属す[16][17]。
- 1879年（明治12年）3月17日 - 郡区町村編制法により成立した北足立郡に属す。郡役所は浦和宿に設置。
- 1884年（明治17年）7月14日 - 連合戸長役場制により成立した中釘村連合に属す。連合戸長役場は中釘村（現さいたま市西区中釘）に設置[18]。
- 1889年（明治22年）4月1日 - 町村制施行に伴い、中新井村を含む区域をもって大谷村が成立。中新井村は大谷村の大字中新井となる[8]。
- 1926年（大正15年）9月4日 - 中新井のほかその周辺で大旋風[注釈 3]が発生、重軽傷者8名、家屋被害15棟（全壊8棟、半壊4棟、非住宅倒壊16棟[注釈 4]）の被害を出す[19][20]。
- 1934年（昭和9年） - 大谷村民の要望により1933年（昭和8年）より起工された大谷本郷と堤崎を結ぶ幅員約6 mの道路（現在の埼玉県道165号大谷本郷さいたま線）が完成する。この道路は1941年（昭和16年）に県道に編入された[21]。
- 1955年（昭和30年）1月1日 - 町村合併促進法の施行に伴い、大谷村が上尾町・平方町・原市町・大石村・上平村と合併によって新たな上尾町となったことに伴い[22]、上尾町の大字となる。
- 1958年（昭和33年）7月15日 - 上尾町が市制施行され[22]、上尾市の大字となる。
- 1960年（昭和35年）9月1日 - 地内を通る県道（現在の埼玉県道165号大谷本郷さいたま線）が県道65号向山浦和線に改称される[23]。
- 1977年（昭和52年）4月1日 - 地区内に埼玉県立上尾南高等学校が設置される[24]。
- 2000年（平成12年）10月 - 大宮花の丘農林公苑が完成する[25]。
- 2018年（平成30年）3月30日 - 「上尾都市計画事業上尾道路沿道中新井・堤崎土地区画整理事業」の都市計画決定[26]。
- 2021年（令和3年）9月22日 - 「上尾道路沿道中新井・堤崎土地区画整理事業」の完成に伴い換地処分が実施される[27]。

### 小字
- 相野谷[7][28]
- 寺家分
- 北原[注釈 5]
- 坊山
- 前[7]
- 浅間前[7]

※ 『新編武蔵風土記稿』には「山椒山」や「仏供田」の記載があるが、現在の場所を特定できない。

## 世帯数と人口
2019年（平成31年）1月1日現在（上尾市発表）の世帯数と人口は以下の通りである。
| 大字   | 世帯数  | 人口    |
| ------ | ------- | ------- |
| 中新井 | 623世帯 | 1,506人 |

## 小・中学校の学区
市立小・中学校に通う場合、学区（校区）は以下の通りとなる。
| 大字   | 番地 | 小学校             | 中学校           |
| ------ | ---- | ------------------ | ---------------- |
| 中新井 | 全域 | 上尾市立大谷小学校 | 上尾市立南中学校 |

## 事業所
2021年（令和3年）現在の経済センサス調査による事業所数と従業員数は以下の通りである。
| 大字   | 事業所数 | 従業員数 |
| ------ | -------- | -------- |
| 中新井 | 63事業所 | 630人    |

## 交通
地区内に鉄道は敷設されていない。最寄り駅はJR東日本高崎線上尾駅であるが、大字中新井字北原292番地3外の地点より2.8 km離れており、徒歩圏ではない。

### 道路
地内に都市計画道路「西環状線」の新設や「中新井小泉線」の延伸が計画されている。
- 埼玉県道165号大谷本郷さいたま線

### バス
地区内に路線バスは運行されておらずコミュニティバスのみ運行されている。過去には上尾駅東口より線路沿いを南下し川越街道旧道を通り「向山」バス停留所（大谷本郷交差点）を経由して現在の県道165号を通り、大宮駅に至る東武バスの路線バスが運行されていた時期もあった。
上尾市コミュニティバス「ぐるっとくん」
- 大谷循環

地区内は「中新井入口」、「中新井南」、「神明山」、「上尾南高校前」、「中新井」、「坊山」バス停留所が設置されている。

## 地域

### 町内会
- 中新井自治会[33]

### 寺社・史跡
- 天台宗西光寺[34] - 市指定文化財の阿弥陀三尊立像がある[6]。
- 中新井稲荷神社[35] - 西光寺の隣接地に鎮座する。
- 天満宮 - 上尾南高等学校の校門付近に所在
- 神明社 - 神明山バス停留所の付近に所在

### 施設
地内に指定緊急避難場所は存在しない。
- 聖学院大学 - 飛地が敷地の一部に掛かる
- 埼玉県立上尾南高等学校
- 大宮花の丘農林公苑（一部）
- UDトラックス 本社工場 - 敷地の一部に掛かる
- 中新井自治会館 - 西光寺隣接地に所在
- 中新井住宅集会所[10]